# Віллстаун
34°29′00″ пн. ш. 85°40′00″ зх. д. / 34.4833° пн. ш. 85.6667° зх. д.
Віллстаун (іноді Воттстаун, або Тітсохілі, як це звучало мовою черокі) був важливим містом черокі кінця 18-го та початку 19-го століття, розташованим у південно-західній частині племені черокі, на території сучасного округу Декалб, штат Алабама. Він знаходився поблизу Лукаута або Літтл-Віллс-Крік. Він знаходився в долині Віллс, яка також включала Біг-Віллс-Крік. Це було на території Нижнього Кріку, який перетнув цю територію, намагаючись уникнути європейсько-американського вторгнення.
Віллстаун був одним із торгових центрів на торговому шляху корінних американців у регіоні; його також називали Стежкою Кріку. Місце розташування міста перетиналося з межами сучасних округів Декалб та Етова в Алабамі.
Віллстаун був значною мірою покинутий після того, як більшість черокі були насильно виселені з регіону військами Сполучених Штатів наприкінці 1830-х років. Місто Форт-Пейн, штат Алабама, розвинулося неподалік навколо однойменного форту, побудованого для інтернування черокі перед їх виселенням.